# ホンダ・ドリームCB350FOUR
DREAM CB350FOUR（ドリームシービーさんびゃくごじゅうフォア）は、かつて本田技研工業が製造販売したオートバイである。

## 概要
ドリームCB750FOUR・ドリームCB500FOURに続く直列4気筒シリーズの第3弾として1972年6月1日に発売された。
当時の350ccクラスは、4ストローク・2ストローク問わず直列2気筒エンジンが主力だったこと、また重厚なスタイルとは裏腹なマイルドなエンジン特性から販売台数は少なく、わずか2年後の1974年に後継でカフェレーサースタイルを採用したドリームCB400FOURへモデルチェンジされ生産中止となった。

## 車両解説
ドリームCB750FOUR・ドリームCB500FOURでは当時の日本人の体格には大きすぎるという声から開発された。
このため上述2車とは低いシート高・コンパクトなエンジン幅・タンク形状に相違点がある。しかし4本出しマフラー・前輪ディスクブレーキ・パッシングスイッチなど装備部品は上級車と同等である。
搭載されるCB350FE型空冷4ストローク2バルブSOHC直列4気筒は、絶対的パワーよりも「静か」「スムーズ」「ねばり強い」「軽快」をキーワードに低中回転域での扱いやすさとフラットトルクを重視した。このことから装備も含めて350ccクラス最高級車としての機能と外観をもつツーリングネイキッドスポーツとして設定されたと考えられる。
また生産中止後には、後継モデルとなったドリームCB400FOURの人気が出てから本モデルをCB400FOUR風に改造する通称「バケヨン」仕様のベースにされた個体も多いほか、製造中止から40年近く経過し補修部品も製廃が多数となっていることから残存数はきわめて少ない。